# Лигнит
Лигнит, често назван смеђим угљем, је мека, смеђа, запаљива, седиментна стена формирана од природно компресованог тресета. Сматра се најнижим рангом угља због релативно ниског топлотног садржаја. Садржи угљеник око 60–70 процената. Ископава се широм света, користи се готово искључиво као гориво за производњу електричне енергије.

## Карактеристике
Лигнит је смеђе-црне боје и састоји се од око 60-70 процената угљеника, високог инхерентног садржаја влаге понекад чак 75 процената, и садржаја пепела од 6–19 процената у поређењу са 6–12 процената за битуминозни угаљ.
Енергетски садржај лигнита креће се од 10 до 20 МЈ/кг на влажној основи, без минералних материја. Садржај енергије лигнита који се у САД троши у просеку износи 15 МЈ/кг, на основу добијеног (тј. који садржи инхерентну влагу и минералну материју). Енергетски садржај лигнита потрошен у Викторији, Аустралија, у просеку износи 8.4 МЈ/кг.
Лигнит има висок садржај испарљивих материја што га чини лакшим за претварање у гас и течне нафтне деривате, него угљеве вишег ранга. Нажалост, његов висок удио влаге и подложност спонтаном сагоревању могу да изазову проблеме при транспорту и складиштењу. Сада је познато да ће ефикасни процеси који уклањају латентну влагу закључану у структури смеђег угља смањити ризик од спонтаног сагоревања на истом нивоу као црни угаљ, трансформисати калоријску вредност смеђег угља у гориво еквивалентно црном угљу и значајно смањити профил емисије 'згуснутог' смеђег угља на ниво сличан или бољи од већине мрког угља.
Међутим, сушење угља знатно повећава трошкове финалног енергента.

## Употреба
Због своје ниске густине енергије и обично високог садржаја влаге, смеђи угаљ је неефикасан за транспорт и не продаје се на светском тржишту у поређењу са вишим разредима угља. Често се сагорева у електранама у близини рудника, као што су долина Латроб у Аустралији и фабрика Луминант Монтичело у Тексасу. Првенствено због високог садржаја латентне влаге и ниске густине смеђег угља, емисије угљен-диоксида из традиционалних електрана са смеђим угљем су углавном много веће по мегавату производње у односу на електране са црним угљем, с тим да је на свету највећа емисија постројења Хејзелвуд до њеног затварања у марту 2017. године. Рад традиционалних фабрика смеђег угља, посебно у комбинацији са површинском експлоатацијом, политички је споран због бриге о животној средини.
У 2014. години око 12 процената немачке енергије и, конкретно 27 процената немачке електричне енергије долазило је из електрана на лигнит, док је у Грчкој 2014. године лигнит обезбедио око 50 процената својих потреба за електричном енергијом.
Еколошки корисна употреба лигнита може се наћи у његовој употреби у култивацији и дистрибуцији биолошких контролних микроба који сузбијају биљну болест која изазива микробе. Угљеник обогаћује органску материју у земљишту, док микроби за биолошку контролу пружају алтернативу хемијским пестицидима.
Реакцијом с квартерним амином формира се производ назван лигнит третиран амином (АТЛ), који се користи као течност за бушење да би се смањио губитак течности током бушења.

## Геологија
Лигнит почиње као накупљање делимично распаднутог биљног материјала, или тресета. Укопавање других седимената доводи до повећања температуре, зависно од локалног геотермалног градијента и тектонског подешавања, и повећања притиска. То узрокује сабијање материјала и губитак неких од вода и испарљивих материја (пре свега метана и угљендиоксида). Овај поступак, назван коалификација, концентрише садржај угљеника, а тиме и садржај топлоте у материјалу. Дубље укопавање и пролазак времена резултирају даљим избацивањем влаге и испарљивих материја, што на крају трансформише материјал у угљеве вишег ранга, попут битуменског и антрацитног угља.
Лежишта лигнита су обично млађа од угља вишег ранга, а већина њих се формирала током терцијарног периода.

## Ресурси
Немачка има највећа лежишта лигнита, а следе Кина, Русија и Сједињене Америчке Државе.

### Аустралија
Долина Латроб у Викторији, Аустралија, садржи процењене резерве од око 65 милијарди тона мрког угља, што чини око 25 одсто познатих светских резерви. Угљени шавови су дебљине до 100 метара, више угљених шавова често дају готово континуирану дебљину смеђег угља до 230 метара. Шавови су покривени са врло мало насипа (од 10 до 20 метара).

### Србија
Највеће резерве лигнита леже на територији НР Србије и то највећим делом концентрисане у 3 велика басена : Косовски, Колубарски и Костолачки.
По величини басена највећи је Косовски угљани басен, а одмах иза њега се налази Колубарски басен. Рударски басен „Колубара” лежи око 50 km југозападно од Београда и протезе се доњим током реке Колубаре од Лајковца до њеног ушћа у Саву. Укупна површина овог басена се процењује на око 1500 km. тј. сматра се да угљене наслаге у овом басену имају наведено пространство. Басен је током реке подељен на два дела: источни и западни. Источни део је скоро потпуно истражен и у овом делу басена налази се скоро 1.0 милијарде тона лигнита, чија се експлоатација врши површинском експлоатацијом. Западни део басена је задњих година интензивно истраживан. У овом делу басена су такође истражене велике наслаге угља које се процењују на око 800 милиона тона. Укупне количине у целом басену процењују се на око 3 милијарде тона. Квалитет лигнита који се експлоатише у овом басену спада у ред ниско квалитетних горива са високим садржајем воде и пепела. Басен је у том смислу и развијен и данас спада у ред највећих произвођача угља у југоисточној Европи, и учествује са око 35% у укупној производњи угља на простору бивше Југославије. Рударски басен „Колубара” се састоји из више погона, и то поље „А“, а затим поље „Б”, три јамска погона, поље „Д“ и Тамнава - Западно поље. Површински копови су врло високо механизовани и сматра се да су најмеханизованији рудници на Балкану. Продуктивност рада на овим коповима је врло висока. Угаљ из ових копова се транспортује железницом. Рударски басен „Колубара” заснива своју перспективу развоја на отварању копова великих капацитета и преради угља на лицу места. Тако је започета експропријација насељеног места Вреоци ради ширења површинског копа поље „Д” који производи око 9,0 милиона тона лигнита годишње.
Од 1870. године, у костолачком угљеном басену, закључно са 31. децембром 2018. године, ископано је 260.047.712 тона угља. Од тога је површинском експлоатацијом ископано 244.610.852 тонe лигнита.
На површинском копу „Дрмно“, од 1987. када је почео са радом, до краја 2018. године укупно је ископано 172.228.151 тона угља.
На копу „Ћириковац", који је 2009. године престао са радом, током 33 године ископано је 46.127.529 тона лигнита.

## Типови
Лигнит се може сврстати у два типа. Први облик је ксилоидни лигнит или фосилно дрво, а други облик је компактни лигнит или савршени лигнит.
Иако ксилоидни лигнит понекад има чврстину и изглед обичног дрвета, може се видети да је запаљиво дрвено ткиво доживело велику модификацију. Може се свести на фини праха поступком тритурирања, и ако је подвргнут деловању слабог раствора калијеве соли, и даје значајну количину хуминске киселине.
Леонардит је оксидовани облик лигнита, који такође садржи високе нивое хуминске киселине.
Гагат је очврснут, драгуљасти облик лигнита који се користи у разним врстама накита.

## Производња
| Држава или територија | 1970  | 1980  | 1990  | 2000  | 2010  | 2011  | 2012  | 2013  | 2014  | 2015  |
| --- | ----- | ----- | ----- | ----- | ----- | ----- | ----- | ----- | ----- | ----- |
| Источна Њемачка | 261   | 258.1 | 280   | [ а ] | [ а ] | [ а ] | [ а ] | [ а ] | [ а ] | [ а ] |
| Њемачка | 108   | 129.9 | 107.6 | 167.7 | 169   | 176.5 | 185.4 | 183   | 178.2 | 178.1 |
| Кина | –     | 24.3  | 45.5  | 47.7  | 125.3 | 136.3 | 145   | 147   | 145   | 140   |
| Русија | 145   | 141   | 137.3 | 87.8  | 76.1  | 76.4  | 77.9  | 73    | 70    | 73.2  |
| Казахстан | [ г ] | [ г ] | [ г ] | 2.6   | 7.3   | 8.4   | 5.5   | 6.5   | 6.6   | –     |
| Узбекистан | [ г ] | [ г ] | [ г ] | 2.5   | 3.4   | 3.8   | 3.8   | –     | –     | –     |
| САД | 5     | 42.8  | 79.9  | 77.6  | 71.0  | 73.6  | 71.6  | 70.1  | 72.1  | 64.7  |
| Пољска | –     | 36.9  | 67.6  | 59.5  | 56.5  | 62.8  | 64.3  | 66    | 63.9  | 63.1  |
| Турска | –     | 14.5  | 44.4  | 60.9  | 70.0  | 72.5  | 68.1  | 57.5  | 62.6  | 50.4  |
| Аустралија | –     | 32.9  | 46    | 67.3  | 68.8  | 66.7  | 69.1  | 59.9  | 58.0  | 63.0  |
| Грчка | –     | 23.2  | 51.9  | 63.9  | 56.5  | 58.7  | 61.8  | 54    | 48    | 46    |
| Индија | –     | 5     | 14.1  | 24.2  | 37.7  | 42.3  | 43.5  | 45    | 47.2  | 43.9  |
| Индонезија | –     | –     | –     | –     | 40.0  | 51.3  | 60.0  | 65.0  | 60.0  | 60.0  |
| Чехословачка | 82    | 87    | 71    | [ д ] | [ д ] | [ д ] | [ д ] | [ д ] | [ д ] | [ д ] |
| Чешка Република | [ ђ ] | [ ђ ] | [ ђ ] | 50.1  | 43.8  | 46.6  | 43.5  | 40    | 38.3  | 38.3  |
| Словачка | [ ђ ] | [ ђ ] | [ ђ ] | 3.7   | 2.4   | 2.4   | 2.3   | –     | –     | –     |
| Југославија | –     | 33.7  | 64.1  | [ е ] | [ е ] | [ е ] | [ е ] | [ е ] | [ е ] | [ е ] |
| Србија | [ ж ] | [ ж ] | [ ж ] | 35.5  | 46.5  | 49.6  | 46.7  | 48.3  | 36.9  | 45.5  |
| Сјеверна Македонија | [ ж ] | [ ж ] | [ ж ] | 7.5   | 6.7   | 8.2   | 7.5   | –     | –     | –     |
| Босна и Херцеговина | [ ж ] | [ ж ] | [ ж ] | 3.4   | 11    | 7.1   | 7     | 6.2   | 6.2   | 6.5   |
| Словенија | [ ж ] | [ ж ] | [ ж ] | 3.7   | 4     | 4.1   | 4     | –     | –     | –     |
| Црна Гора | [ ж ] | [ ж ] | [ ж ] | [ и ] | 1.9   | 2     | 2     | –     | –     | –     |
| Румунија | –     | 26.5  | 33.7  | 29    | 31.1  | 35.5  | 34.1  | 24.7  | 23.6  | 25.2  |
| Бугарска | –     | 30    | 31.5  | 26.3  | 29.4  | 37.1  | 32.5  | 26.5  | 31.3  | 35.9  |
| Албанија | –     | 1.4   | 2.1   | 30    | 14    | 9     | 20    | –     | –     | –     |
| Тајланд | –     | 1.5   | 12.4  | 17.8  | 18.3  | 21.3  | 18.3  | 18.1  | 18    | 15.2  |
| Монголија | –     | 4.4   | 6.6   | 5.1   | 8.5   | 8.3   | 9.9   | –     | –     | –     |
| Канада | –     | 6     | 9.4   | 11.2  | 10.3  | 9.7   | 9.5   | 9.0   | 8.5   | 10.5  |
| Мађарска | –     | 22.6  | 17.3  | 14    | 9.1   | 9.6   | 9.3   | 9.6   | 9.6   | 9.3   |
| Сјеверна Кореја | –     | 10    | 10.6  | 7.2   | 6.7   | 6.8   | 6.8   | 7     | 7     | 7     |
| Извор: Светска асоцијација за угаљ · Америчка управа за информације о енергетици · Федерални завод за геологију и природне ресурсе · Подаци из 1970. године из ресурса светског угља (1987) – no data available |       |       |       |       |       |       |       |       |       |       |

1. 1 2 3 4 5 6 7  Источна Њемачка постала је део Њемачке као резултат Уједињења Њемачке 1990.
2. 1 2 3  Вриједности до 2000. године су за Западну Њемачку.
3. 1 2 3  Вриједности до 2000. године представљају за Совјетски Савез.
4. 1 2 3 4 5 6  Држава је била део Совјетског Савеза у овом периоду.
5. 1 2 3 4 5 6 7  Чехословачка је распаднута 1993. године.
6. 1 2 3 4 5 6  Држава је била део Чехословачке у овом периоду.
7. 1 2 3 4 5 6 7  Југославија се распала у процесу који је донесен 1992. године.
8. 1 2 3 4 5 6 7 8 9 10 11 12 13 14 15  Држава је била део Југославије у овом периоду.
9. ↑  2000. година је за Социјалистичка Федеративна Република Југославија.
10. ↑  Држава је била део Социјалистичка Федеративна Република Југославија у овом периоду.
11. Албанци су једнострано прогласили независност од Србије, али земља није чланица УН-а и њен статус је жестоко оспораван.